# Буткин, Алексей Яковлевич
Буткин Алексей Яковлевич (1874 — после 1914) — талантливый сочинский архитектор-самоучка. Владелец техническо-строительной конторы. Входил в строительно-хозяйственную комиссию Сочинской управы как архитектор.

## Биография
Родился 1 марта 1874 года в деревне Моклочно Петербургской губернии (ныне Псковская область), в крестьянской семье. После окончания сельской школы, подростком, «пешком пришел в лаптях» в Петербург. Несколько лет он провел, вероятно, нанимаясь на временные работы, а затем, потеряв в очередной раз работу в столице, возвращался в родную деревню. В 1892 году женился.
С ноября 1893 года по 1897, с перерывами, А. Я. Буткин работал столяром в железнодорожных мастерских Петербурго-Варшавской железной дороги (увольняясь то за неимением работ, то по собственному желанию).
С 1898 года А. Я. Буткин числится в железнодорожных мастерских уже на постоянной должности (служба тяги). Вероятно, именно к этому моменту А. Я. Буткин получил диплом техника-строителя на курсах школ десятников Императорского технического общества. К 1899 году он уже столярный мастер, в подчинении которого находятся рабочие.
После проезда по Петербурго-Варшавской железной дороге государыни императрицы Марии Федоровны в марте 1901 года А. Я. Буткину были высочайше пожалованы золотые часы.
1 июля 1901 года Алексей Яковлевич уволился из железнодорожных мастерских и покинул Санкт-Петербург, переселившись в Сочи и заняв там должность городского архитектора. Вероятно, здесь ему пригодился опыт столичного строителя и с первых шагов он завоевал авторитет в глазах сочинских жителей и дачников.

### Известные проекты
По его проектам в Сочи были построены много зданий — в 1904 году торговые здания нового базара, в 1912 году Библиотека имени А. С. Пушкина (он руководил этой стройкой безвозмездно) и здание казначейства. В 1913 году дача графини Дзублевской. А кроме этого по его проектам построены здания лечебницы и семейного особняка первого сочинского врача А. Л. Гордона (1917), первой городской больницы у входа в туннель, переселенческой гостиницы, Народного дома и ряд других построек. В Красной Поляне им были построены изысканные дачи и виллы градоначальнику Дубасову, миллионеру Морозову, генерал-губернатору Драчевскому, графам Шереметеву и Бобринскому, ряду других именитых владельцев.
Буткин занимался благоустройством Сочи. Разработал технологию производства железобетонных плит для вымостки тротуаров.
После прокладки через Сочи Новороссийско-Сухумского шоссе и появления первых в посаде автомобилей, Алексей Яковлевич приобрёл мотоцикл, став таким образом первым сочинским «байкером».
С началом Первой мировой войны ушёл на фронт и дальнейшая его судьба не известна.

## Семья
10 мая 1892 вступил в брак, обвенчавшись в родной сельской церкви, а в июне 1893 года у Буткиных родился первенец.
Жена Евдокия Ивановна (родилась 15 марта 1871 года). Сыновья Леонтий, Виталий и Федор (родились до 1897 года), дочери Христина и Екатерина (родились между 1897 и 1900 годами).